# Nina Dano
Sara Brita Nina Dano, född 12 juni 2000 i Torslanda i Göteborg, är en svensk handbollsspelare. Hon är vänsterhänt och spelar i anfall som högernia.

## Klubbkarriär
Nina Dano började sin handbollskarriär i klubben Torslanda HK. Där spelade hon i damallsvenskan i samarbetet med Bjurslätt/Torslanda HK. Hon spelade kvar i klubben till 2018 då hon lämnade för IK Sävehof. Med IK Sävehof vann hon SM-guld redan första säsongen 2018-2019. Hon har också varit med om att vinna USM med IK Sävehof. 
2021 började hon spela för den danska klubben HH Elite. Sedan sommaren 2023 har hon kontrakt med Odense Håndbold.

## Landslagskarriär
Nina Dano debuterade i svenska U17-landslaget 2016 och har därefter blivit en av lagets fasta spelare. Hon är bland annat skicklig som straffskytt. Efter två säsonger i Sävehof fick Nina Dano debutera i A-landslaget mot Polen den 1 oktober 2020. Hon blev sedan uttagen till EM 2020. Hon blev uttagen som en av tre reserver som fick följa med till Japan för OS 2020 i Tokyo. Reglerna ändrades sedan och man fick ta in en extra ordinarie spelare i truppen, vilket blev Dano. Hon var inskriven i matchtruppen endast en gång och fick få minuters speltid. Hon blev även uttagen till VM 2021. Vid EM 2022 blev hon uttagen igen, men i mästerskapets andra match landade hon illa och fick en fraktur i benet, och mästerskapet var över för hennes del.